# Stanisław Tyczyński
Stanisław Robert Tyczyński (ur. 25 stycznia 1958 w Krakowie) – polski przedsiębiorca, założyciel radia RMF FM – pierwszej komercyjnej stacji radiowej w Polsce.

## Życiorys
Studiował fizykę na Uniwersytecie Jagiellońskim, jednak w stanie wojennym przerwał studia i stał się aktywnym działaczem ruchu solidarnościowego. W 1981 roku w czasie strajku w Hucie im. Lenina po wprowadzeniu stanu wojennego zainicjował powstanie Radia Wolna Polska.
W latach 1984–1989 mieszkał we Francji, po powrocie uruchomił RMF FM. Do marca 2004 roku pełnił funkcję prezesa zarządu spółki Radio Muzyka Fakty, a następnie został prezesem zarządu Broker FM) oraz przewodniczącym rady nadzorczej spółki zależnej – Radio Muzyka Fakty Sp. z o.o. W październiku 2006, wraz z innymi znaczącymi udziałowcami spółki Grupy RMF, podpisał umowę zbycia większościowego pakietu akcji na rzecz wydawnictwa Bauer. Jest głównym inwestorem studia Alvernia Studios.
Jego żoną jest była aktorka i modelka, reżyserka i montażystka – Renata Gabryjelska.
W 2023 został odznaczony Krzyżem Wolności i Solidarności oraz Krzyżem Oficerskim Orderu Odrodzenia Polski.